# محاصره نظامی جلال‌آباد (۱۷۱۰)
محاصره نظامی جلال‌آباد در سال ۱۷۱۰ بین نیروهای مغول  جلال خان و نیروهای سیک بنده سینگ بهادر اتفاق افتاد. بنده سینگ بهادر به دژ مغول جلال‌آباد حمله کرد. نیروی نظامی متخاصم روبروی بنده سینگ از تعداد قابل توجهی از زمین‌دارها و شُرَفاء مغول، از جمله تعداد زیادی سادات تشکیل شده بود، بنده سینگ بهادر، نیروهای مغول و پشتون را پس از چهار روز از میدان نبرد عقب راند و به شهر بازگشت، اما موفق به تصرف شهر نشد و عقب‌نشینی کرد.

## پس‌زمینه
به بنده سینگ بهادر اطلاع داده شد که مردم سیک در روستای اونارسا زندانی و تحت آزار و اذیت قرار گرفته‌اند و شرایط برای هندوها ناراحت‌کننده است و با رفتار بی‌رحمانه و ستمگرانه در شهر جلال‌آباد با حکمرانی جلال خان اورکزی که یک افغان روهیله پرآوازه و با تجربه نظامی بالا است، مواجه هستند.  بنده سینگ، فرستادگان خود را نزد جلال خان فرستاد تا جلوی ظلم و ستم بر غیر مسلمانان را بگیرد، اما با فرستادگان او بدرفتاری کرده و آنها را سوار بر اسب در شهر چرخانده و سپس برگرداندند.  در نتیجه، بنده سینگ بهادر به طرف جلال‌آباد لشکرکشی کرد. در راه جلال‌آباد، بنده سینگ مناطق و شهرهای سارساوا، سهاران‌پور، بیوت، اَمبِیتا، نانوتا را تسخیر و غارت کرد و نیمی از مناطق و مراکز اداری ساهارانپور تحت حکمرانی سیک‌ها قرار گرفت. 

## نبرد و محاصره نظامی
جلال خان، فوجدار سابق و سید تاج‌الدین بارا با شنیدن خبر حمله سیک‌ها به روستاهای مجاور و پیشرفت آنها به سوی شهر مرکزی، مبادرت به اقدامات لازم برای دفاع از شهر و قلعه کردند. او یک نیروی نظامی متشکل از تفنگدار، کماندار و سواره‌نظام را برای کمک به روستاهای تحت محاصره گسیل کرد. با رسیدن نیروی کمکی جلال خان، دهقان‌ها و روستائیان تحت محاصره دلگرم شده و جرات یافتند تا با سیک‌ها وارد نبرد شوند. نیروی نظامی تحت امر او در سهاران‌پور از سادات و زمین‌داران تشکیل شده بود که مشتمل بر ۶٬۰۰۰ سواره‌نظام بود. تعدادی کشمکش بعد بین سیک‌ها و طبقه حاکم منطقه که به شُرَفاء معروف بودند، اتفاق افتاد. وقتی سیک‌ها نیمی از مسیر نانائوتا به جلال‌آباد را پیشروی کردند با ارتش مغول به سرکردگی برادرزاده جلال خان، حزبر خان، برادر زنش غلام محمد خان بَنیرا مواجه شدند. این نبرد خونین ۳ تا ۴ روز برقرار بود، در حالی که سیک‌ها تلفات سنگینی به اردوگاه مغول وارد کردند از سوی دیگر جلال خان از جلال‌آباد خارج نشد نزدیکانش با حمله‌های شبانه به اردوگاه سیک‌ها تلفات سنگینی به آنها وارد کردند. در نهایت برادر زاده‌های جلال خان به نام جمال خان و پیر خان به همراه حزبر خان و تعداد زیادی از غازی‌ها کشته شدند، در نتیجه ارتش مغول عقب‌نشینی کرد و درون حصارهای شهر قرار گرفت. در نهایت شهر به محاصره سیک‌ها درآمد و حومه جلال‌آباد ویران شد، اما سیک‌ها طی چند هجوم برای تسخیر قلعه و شهر ناموفق بوده و به عقب رانده شدند. تاکتیک جنگی آنها شامل محاصره شهر با توپ‌های جنگی چوبی، تلاش برای تخریب دیوار و حصارهای شهر، بالا رفتن از دیوارهای شهر و سوزاندن دروازه‌های ورودی بود اما آنها در تسخیر شهر همچنان ناکام ماندند. به علت مستحکم بودن دیوارهایی که شهر را احاطه کرده بود، آب و هوای نامساعد که اطراف قلعه را پر از آب کرده بود همراه با طغیان و سرریز شدن آب رود کریشنا بر کرانه‌های آن، و به ویژه بعد از اطلاع یافتن از نیاز مبرم به سیک‌ها در پنجاب مرکزی برای مقابله با فوجدارهای محلی، و این موضوع که بهادرشاه یکم، امپراتور مغول در حال گسیل نیروهای کمکی برای باز پس‌گیری نواحی از دست داده در پنجاب بود، بنده سینگ بهادر بعد از بیست روز محاصره بی‌نتیجه و از دست دادن تعدادی سرباز، از محاصره شهر برای رسیدگی به امور ضروری‌تر دست کشید. گزارش شده است که هنگام محاصره شهر، بنده فرماندهی ارتشی بالغ بر ۷۰٬۰۰۰ تا ۸۰٬۰۰۰ نفر را بر عهده داشت.